# Rudolf Cronau

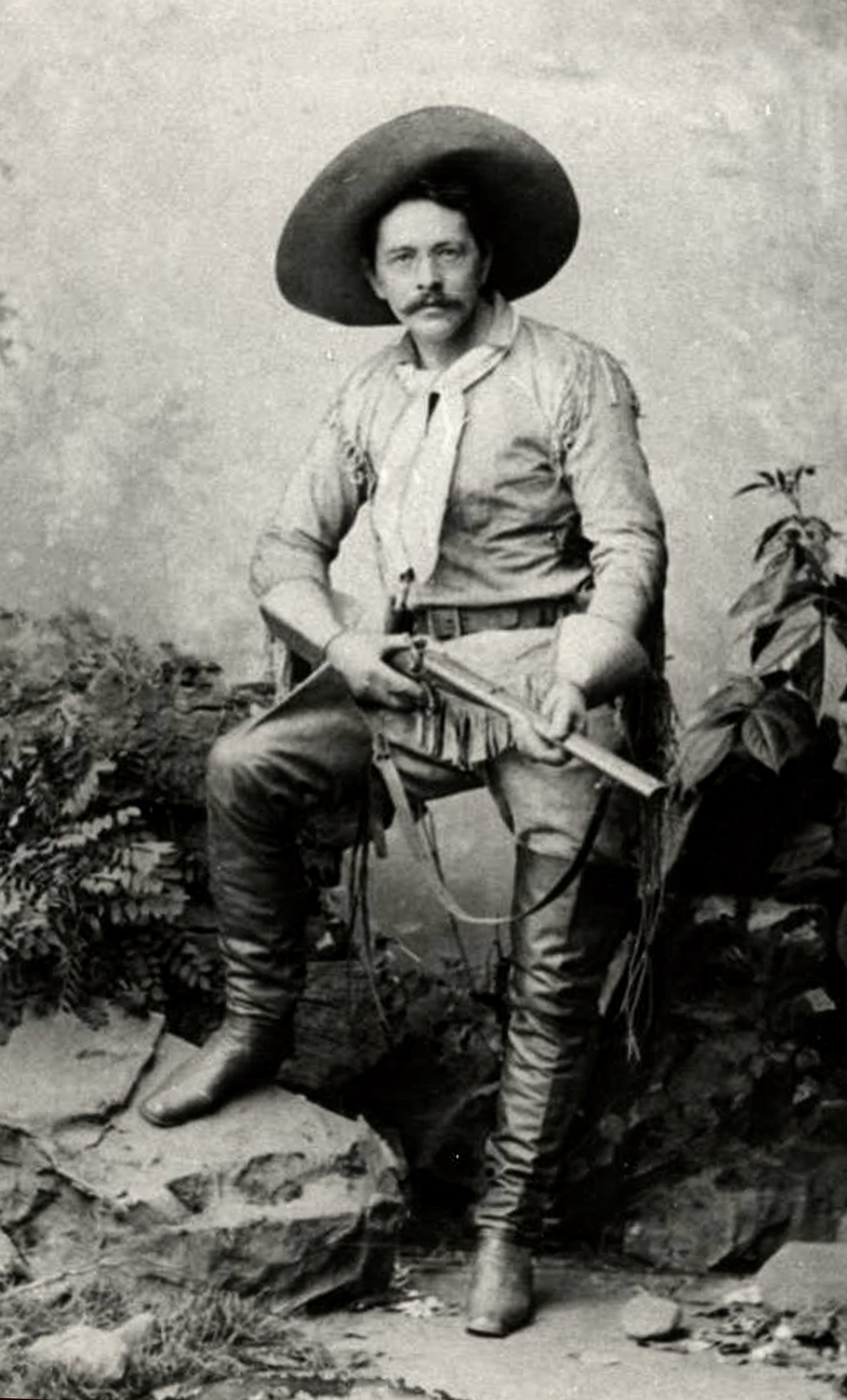
Rudolf Cronau, 1882

Rudolf Daniel Ludwig Cronau (* 21. Januar 1855 in Solingen, Rheinprovinz; † 27. Oktober 1939 in North Tarrytown, Westchester County, New York) war ein deutschamerikanischer Journalist, Autor von Reiseberichten sowie von historischen und politischen Abhandlungen, Maler der Düsseldorfer Schule und Illustrator. Er gilt als einer der besten Indianer- und Westernmaler sowie als Streiter für die Bewahrung und Entwicklung einer deutschamerikanischen Identität in den Vereinigten Staaten. 

## Leben

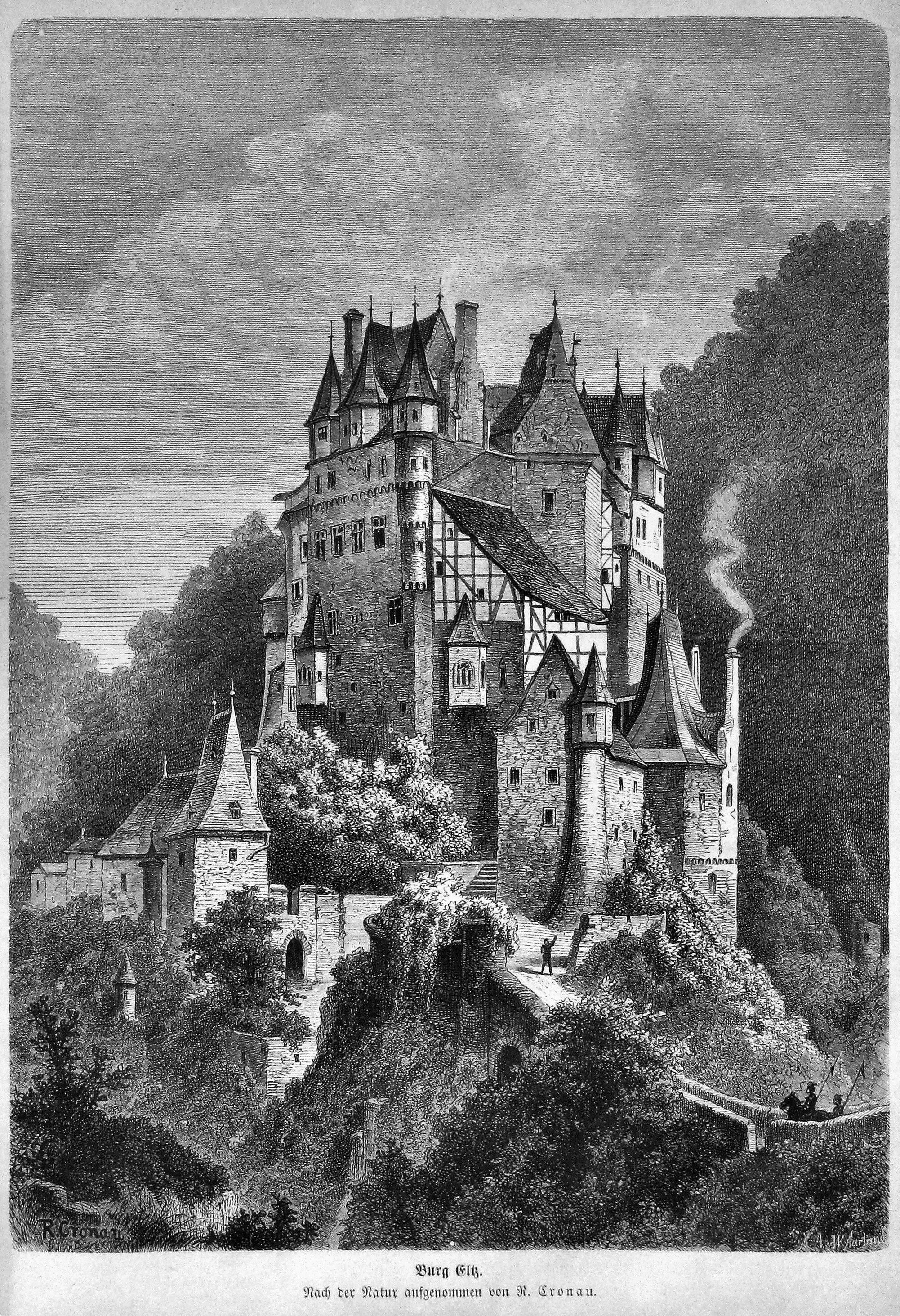
Burg Eltz, Illustration nach einer Zeichnung von 1872 in der Zeitschrift Die Gartenlaube, 1873

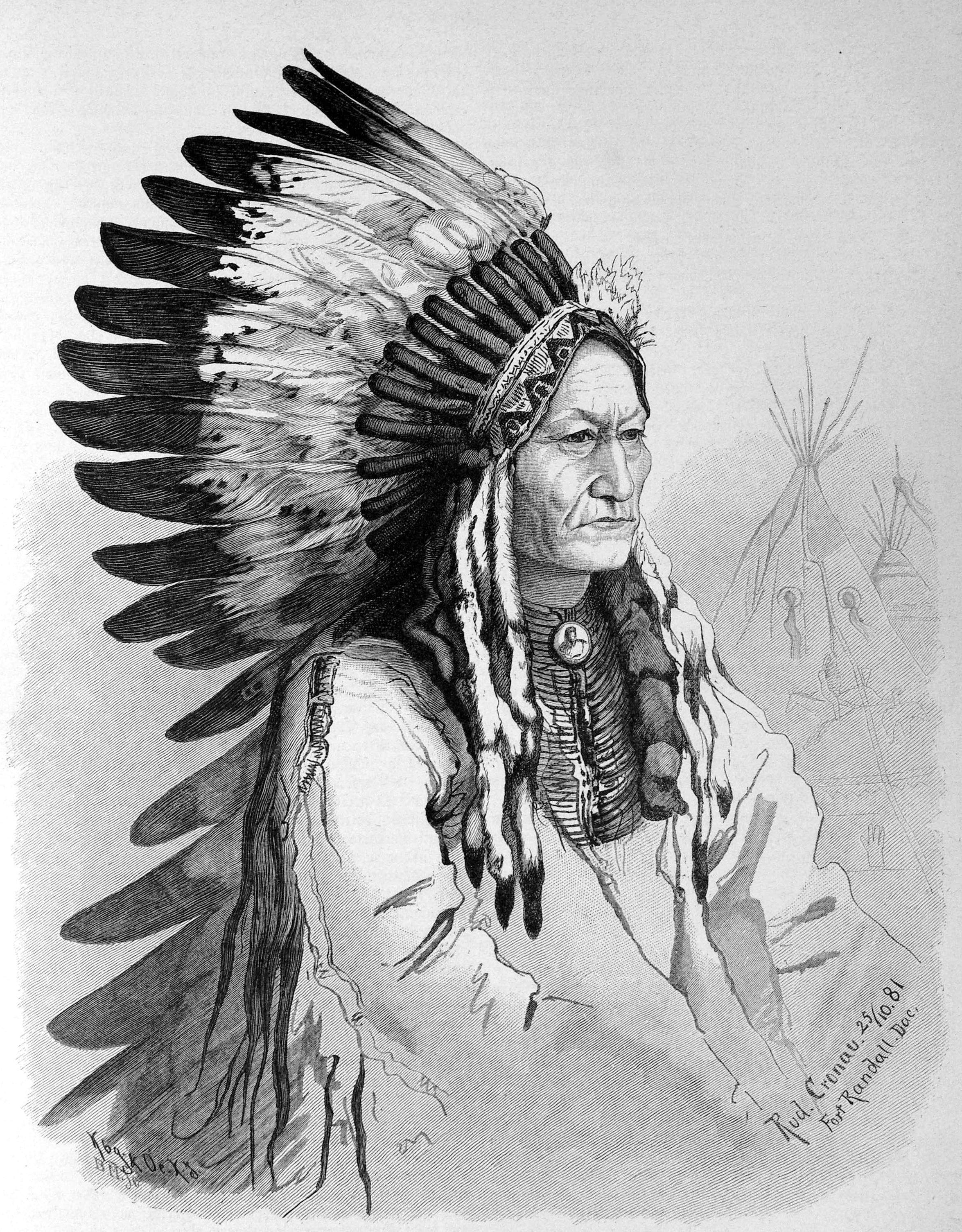
Sitting Bull, Illustration nach einer Zeichnung von 1881 in der Zeitschrift Die Gartenlaube, 1882

Cronau, Sohn des aus Berleburg stammenden Steuerbeamten Rudolf Cronau und dessen Ehefrau Helene Wilhelmine, geborene Waldeck, verwaiste im Alter von zehn und zwölf Jahren. Anschließend wuchs er bei verschiedenen Familienangehörigen auf. Den Besuch der höheren Bürgerschule in Solingen (1866–1869) (heute Gymnasium Schwertstraße)  brach er ab. Danach nahm er für das Rote Kreuz am Deutsch-Französischen Krieg teil. 1871 schrieb er sich an der Düsseldorfer Kunstakademie in der Elementarklasse bei Andreas Müller ein, wo er bald wieder ausschied, um in ein Privatatelier zu gehen. Als Landschaftsmaler bereiste er verschiedene Gegenden in Deutschland und Österreich. Es entstanden Zeichnungen vom Harz, Riesengebirge und der Sächsischen Schweiz sowie Ansichten von Elbe und Oder. Parallel begann er, unterstützt durch den Heimatforscher Franz Wilhelm Oligschläger, Artikel zu historischen Themen für das Solinger Kreis-Intelligenzblatt zu schreiben. Ein 1872 geschaffenes Bild der Burg Eltz erbrachte einen ersten Kontakt zur Zeitschrift Die Gartenlaube. Ab 1877 lebte er in Leipzig, wo er für die Illustrirte Zeitung und die Zeitschrift Die Gartenlaube als Illustrator und als Autor tätig war. Von dort aus unternahm er große Reisen nach Nordafrika und in die Vereinigten Staaten, wohin sein Halbbruder und seine Halbschwester ausgewandert waren.
Im Januar 1881 reiste er das erste Mal in die Vereinigten Staaten, heiratete die Amerikanerin Agnes Fast, die er in Düsseldorf kennengelernt hatte, und unternahm bis 1882 zwei große Rundreisen. Auf einer dieser Touren begleitete er den Abenteurer Paul Boyton (1848–1924) auf einer Schiffsreise auf dem Mississippi River. Er berichtete für die deutsche Zeitschrift Die Gartenlaube und war auch Korrespondent der Nordamerikanischen Rundschau. Cronau freundete sich mit dem Lincoln-Berater Carl Schurz an und mit dem Sioux-Häuptling Sitting Bull. Außerdem traf er auf weitere berühmte Indianer, unter ihnen Crow King, Gall, Hump und Rain in the Face. 1883 kehrte er wegen einer Nierenerkrankung nach Deutschland zurück. 1886 holte er einige Sioux-Indianer zu Völkerschauen nach Europa. 1888 heiratete er die aus Crimmitschau stammende Sopranistin Margarethe Tänzler (1865–1944), die 1892 in Leipzig die Tochter Margarethe Hildegard († 1978), 1896 in Washington, D.C. die Tochter Elisabeth († 1980) und 1900 in Manhattan den Sohn Rudolph Wolfgang († 1978) gebar. 1893 berichtete er von der Chicagoer Weltausstellung. 1894 siedelte er als Berichterstatter der Kölnischen Zeitung in die Vereinigten Staaten über, deren Staatsbürger er 1901 wurde. Als solcher verfasste und veröffentlichte er auch Bücher zu politischen und gesellschaftlichen Themen, die in englischer Sprache erschienen. Ferner arbeitete er für die New Yorker Staats-Zeitung. 1901 gehörte er zu den Gründern des Deutschamerikanischen Nationalbundes (National German-American Alliance), 1919 gründete er in New York die Steuben Society of America. 1936 wurde er Ehrenmitglied des Bergischen Geschichtsvereins. Seine letzte Ruhestätte fand Cronau auf der Sleepy Hollow Cemetery.

## Schriften (Auswahl)
Deutschsprachige Buchpublikationen:

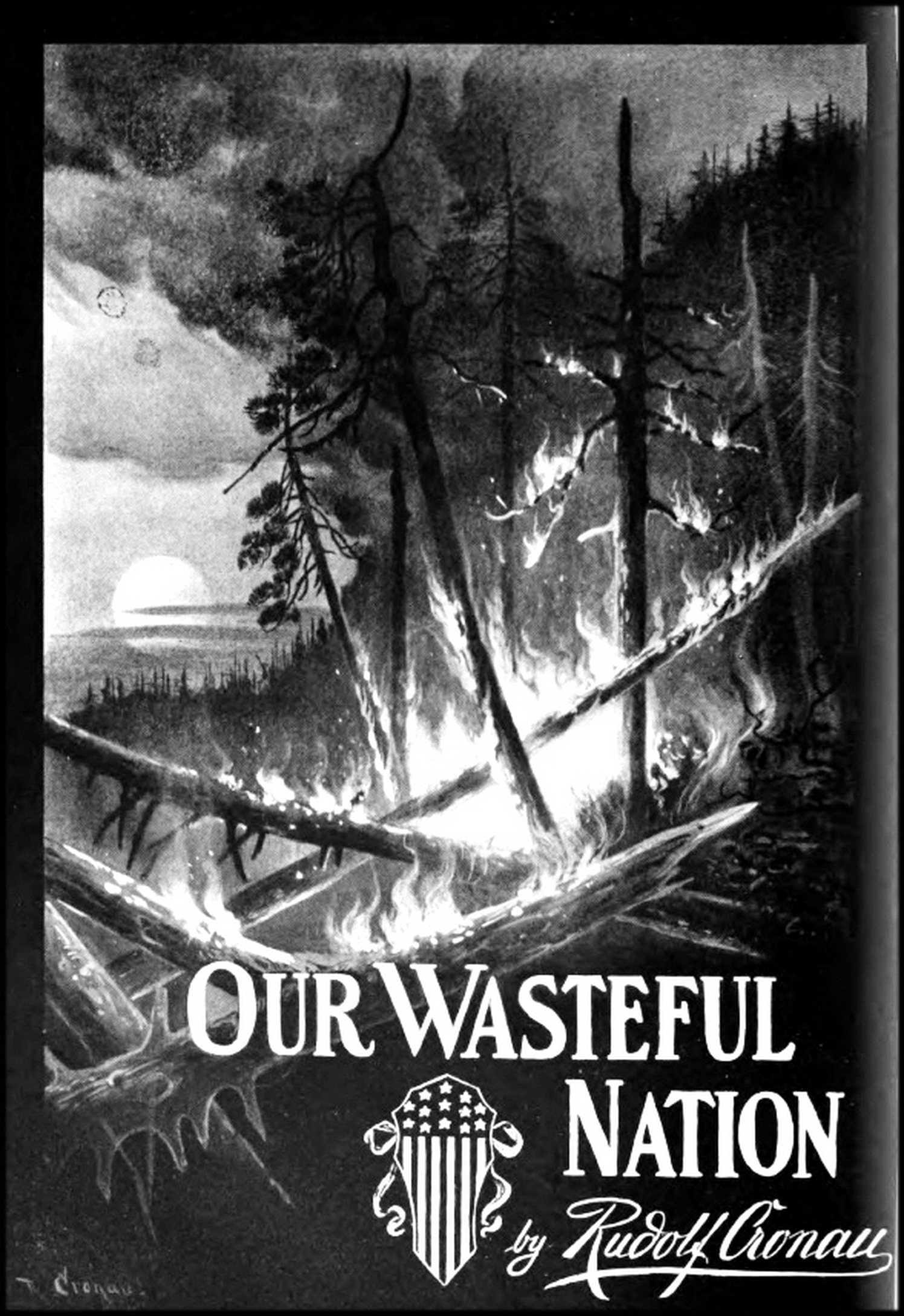
Titelcover Our Wasteful Nation, 1908

- Die Geschichte der Solinger Klingenindustrie (1885)
- Fahrten im Lande der Sioux (1886)
- Von Wunderland zu Wunderland. Landschafts- und Lebensbilder aus den Staaten (1886/87)
- Das Buch der Reklame. Geschichte, Wesen und Praxis der Reklame (1887–1889)
- Im Wilden Westen. Eine Künstlerfahrt durch die Prairien und Felsengebirge der Union (1890)
- Amerika: Die Geschichte seiner Entdeckung (1892)
- Drei Jahrhunderte deutschen Lebens in Amerika (1909)
- Die Deutschen als Gründer von Neu-Amsterdam/New York und als Urheber und Träger der amerikanischen Freiheitsbestrebungen (1926)

Englischsprachige Publikationen:
- Illustrative Cloud Forms for the Guidance of Observers in the Classification of Clouds (1897)
- Our Wasteful Nation. The Story of American Prodigality and the Abuse of Our National Resources (1908, Digitalisat)
- Do We Need a Third War of Independence (1914)
- The British Black Book (1915, Digitalisat)
- England, a Destroyer of Nations (1915)
- Our Hyphenated Citizens: Are They Right or Wrong? (1916)
- Woman Triumphant. The Story of Her Struggles for Freedom, Education, and Political Rights (1919, Digitalisat)
- The Army of the American Revolution and its Organizer (1923, Digitalisat)
- Prohibition and the Destruction of the American Brewing Industry (1926)